# Prefectura de Kanagawa
La prefectura de Kanagawa (神奈川県 Kanagawa-ken?) está ubicada en la región de Kantō sobre la isla de Honshū en Japón. La capital es Yokohama. Es la prefectura más poblada del país, después de Tokio.

## Historia
La prefectura cuenta con sitios arqueológicos que datan del período Jōmon (alrededor del año 400 a. C.). Hace 3 milenios, el monte Hakone causó una explosión volcánica que resultó en la creación del lago Ashi en la parte oeste de la prefectura.

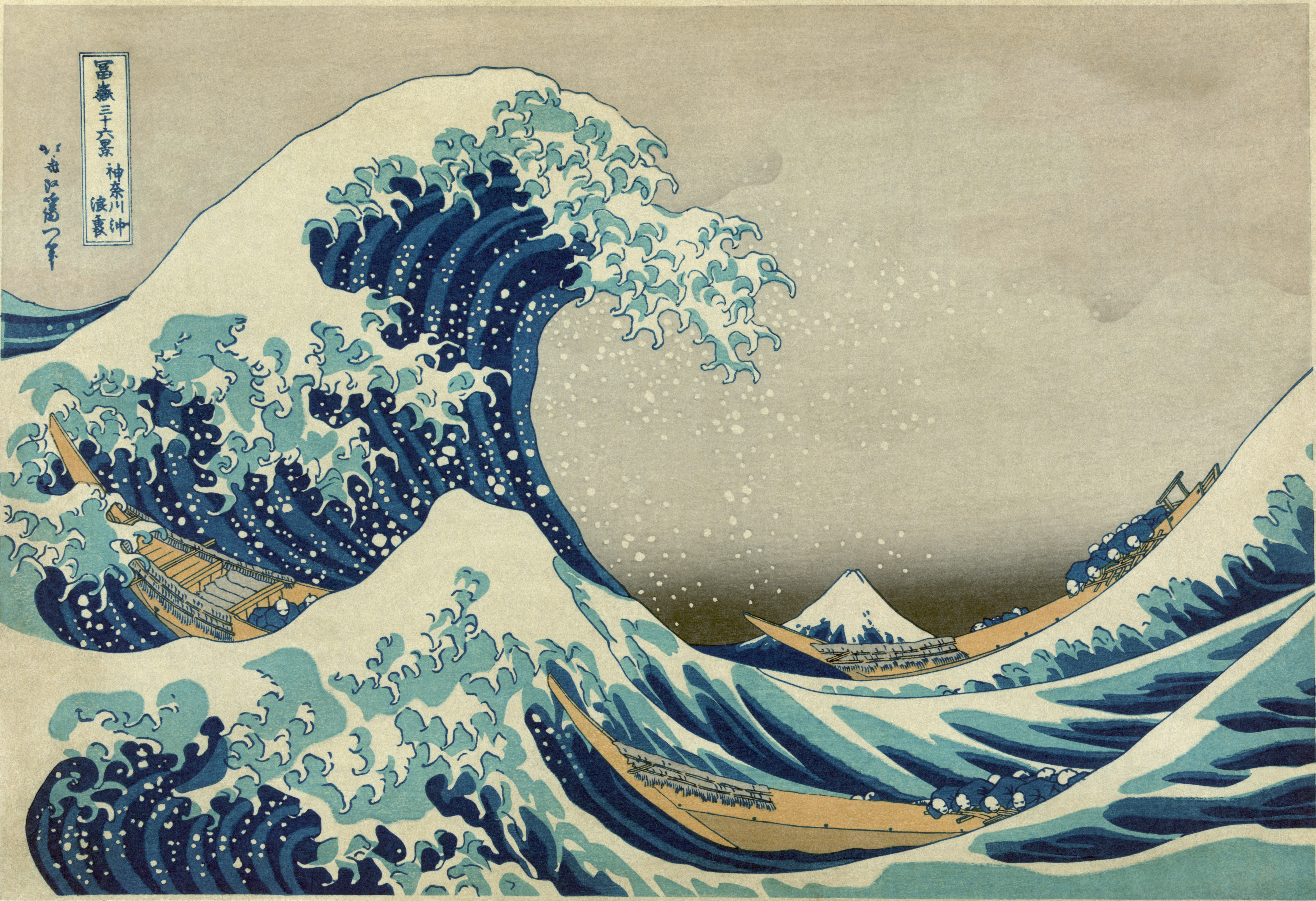
La famosa pintura de La Gran Ola de Kanagawa

Se cree que la dinastía Yamato gobernó esta área en el siglo V en adelante. En la era ancestral, sus llanuras estaban habitadas muy escasamente.
Kamakura, en la parte central de Sagami, fue la capital de Japón durante el periodo Kamakura (1185-1333).
En la era medieval, Kanagawa fue parte de las provincias de Sagami y Musashi.
Durante el periodo Edo, la parte occidental de la provincia Sagami fue gobernada por los daimyō del castillo Odawara, mientras que la parte oriental fue gobernada principalmente por el Shogunato Tokugawa en Edo (Tokio).
El comodoro Matthew Perry desembarcó en Kanagawa en los años 1853 y 1854 y firmó el Tratado de Kanagawa forzando así la apertura de los puertos a Estados Unidos. Yokohama, el puerto más grande en la Bahía de Tokio, fue abierto para comerciantes extranjeros en 1859 después de severos años de presión extranjera, y con el tiempo se convirtió en el puerto comercial más grande de Japón. Cercano a Yokosuka, muy cerca de la boca de la Bahía de Tokio, se desarrolló como puerto naval y ahora sirve como base principal de la Séptima Flota de los Estados Unidos y también de base de operaciones de la Fuerza Marítima de Autodefensa de Japón. Después del período Meiji, muchos extranjeros vivieron en la ciudad de Yokohama. El gobierno de Meiji desarrolló los primeros sistemas ferroviarios en Japón, desde Shinbashi (en Tokio) hasta Yokohama en 1872.

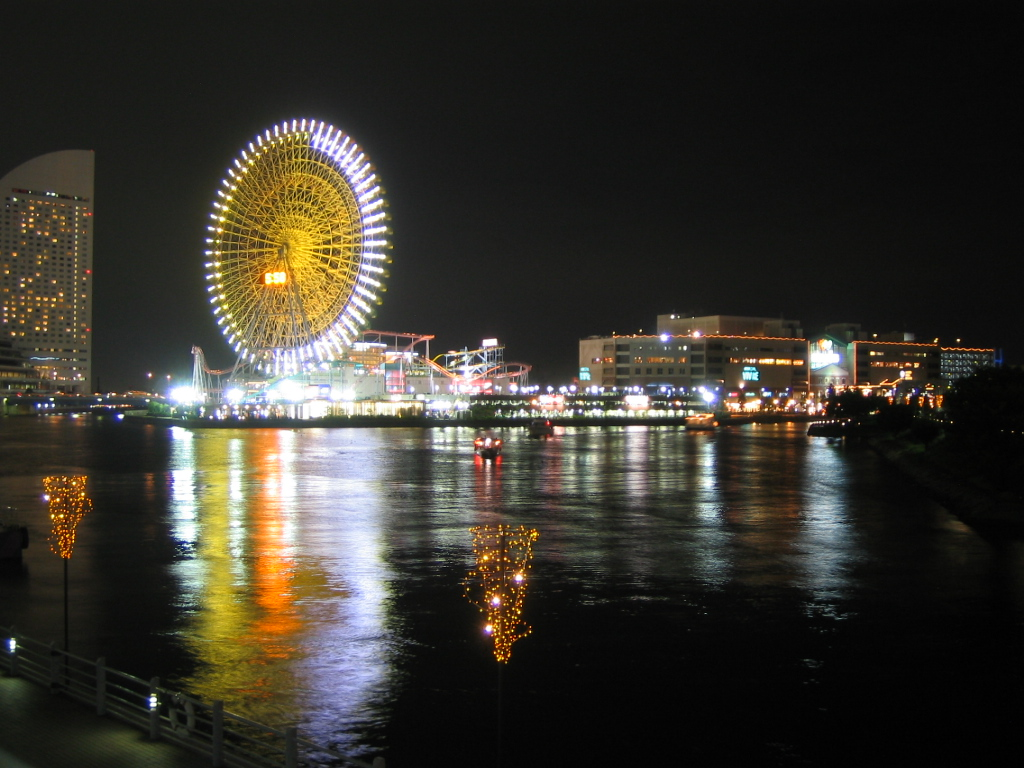
Minato Mirai 21 de noche en Yokohama

El epicentro del Gran Terremoto de Kantō provino debajo de la isla Izu Ōshima en la bahía Sagami. Este terremoto devastó a Tokio, el puerto y ciudad de Yokohama, los alrededores de las prefecturas de Chiba, Kanagawa y Shizuoka, y causando un gran daño a través de la región de Kantō. El mar retrocedió un cuarto de milla desde la costa en el Punto Manazuru. En Kamakura, el número total de muertos causados por el tsunami, terremoto e incendios fue de 2000 víctimas. En Odawara, el noventa por ciento de los edificios colapsaron inmediatamente, y fuegos subsecuentes arrasaron con todo sin dejar nada en pie.
Yokohama, Kawasaki, y otros ciudades grandes fueron gravemente dañadas por los bombardeos de Estados Unidos en 1945 que dejaron miles de muertos. Después de la guerra, el general Douglas MacArthur, comandante supremo de las Fuerzas Aliadas, aterrizó en Kanagawa y luego se movió a otras áreas. Las bases militares estadounidense todavía siguen el día de hoy, incluyendo el campamento Zama, la base naval de Yokosuka y la base aeronaval de Atsugi.
En 1945, Kanagawa fue la decimoquinta prefectura más poblada de Japón, con una población de acerca 1,9 millones. En los años después de la guerra, la prefectura produjo rápidamente urbanización como parte de la Gran Zona de Tokio. La población estuvo alrededor de 8,9 millones en 2008, y obtuvo segundo lugar en 2006 como la prefectura más poblada en Japón.

## Geografía
Kanagawa es una prefectura relativamente pequeña situada en la esquina suroeste de la llanura de Kanto situada entre Tokio en el norte, las estribaciones del monte Fuji en el noroeste, y la bahía de Sagami y de Tokio en el sur y el este. El lado oriental de la prefectura es relativamente plana y fuertemente urbanizada, incluyendo las grandes ciudades portuarias de Yokohama y Kawasaki.
El área del sudeste cerca de la península de Miura es la menos urbanizadas, con la antigua ciudad de Kamakura fuertemente turística por los templos y santuarios. La parte occidental, limita con la prefectura de Yamanashi y la prefectura de Shizuoka, es más montañosa e incluye zonas turísticas como Odawara y Hakone donde se encuentra el lago Ashi. La prefectura se extiende 80 kilómetros de este a oeste y 60 kilómetros de norte a sur, ocupa 2400 kilómetros cuadrados (930 millas cuadradas) de tierra, que representan el 0,64% de la superficie total de Japón.
A partir del 1 de abril de 2012, el 23% de la superficie total de la prefectura fue designado como parques naturales, a saber, el parque nacional Fuji-Hakone-Izu, Parque Cuasi Nacional Tanzawa-Oyama, y Jinba Sagamiko, Manazuru Hanto, Okuyugawara y Tanzawa-Oyama prefectura Parques Naturales.

### Topografía
Topográficamente, la prefectura se compone de tres áreas distintas. La región montañosa occidental cuenta con la Cordillera Tanzawa y el volcán Hakone. La región oriental montañosa se caracteriza por la Hills Tama y la península de Miura. La región central, que rodea el Tama Hills y la península de Miura, consta de terrazas planas de transmisión y de tierras bajas alrededor de los grandes ríos como el río Sagami, Río Sakai, río Tsurumi, y el río Tama.
El río Tama forma gran parte de la frontera entre Kanagawa y Tokio. El río Sagami fluye a través del centro de la prefectura. En la región occidental, el Sakawa (río) corre a través de una pequeña llanura, la llanura de Sakawa, entre el volcán Hakone al oeste y las colinas Ōiso al este y desemboca en la bahía de Sagami.
La Cordillera Tanzawa, parte de la cordillera de Kanto, contiene el Monte Hiru (1.673 m o 5.489 pies), el pico más alto de la prefectura. Otras montañas de alturas de gama media similares: Monte Hinokiboramaru (1.601 m o 5.253 pies), Monte Tanzawa, (1.567 m o 5.141 pies), Monte Omuro (1.588 m o 5.210 pies), Monte Himetsugi (1.433 m o 4.701 pies), y el Monte Usu (1.460 m o 4.790 pies). La cordillera es más baja en altura hacia el sur que conduce a la Cuenca Hadano a las Colinas Ōiso. En las estribaciones orientales de la cordillera se encuentra la meseta Isehara y a través del río Sagami la meseta Sagami.

### Ciudades

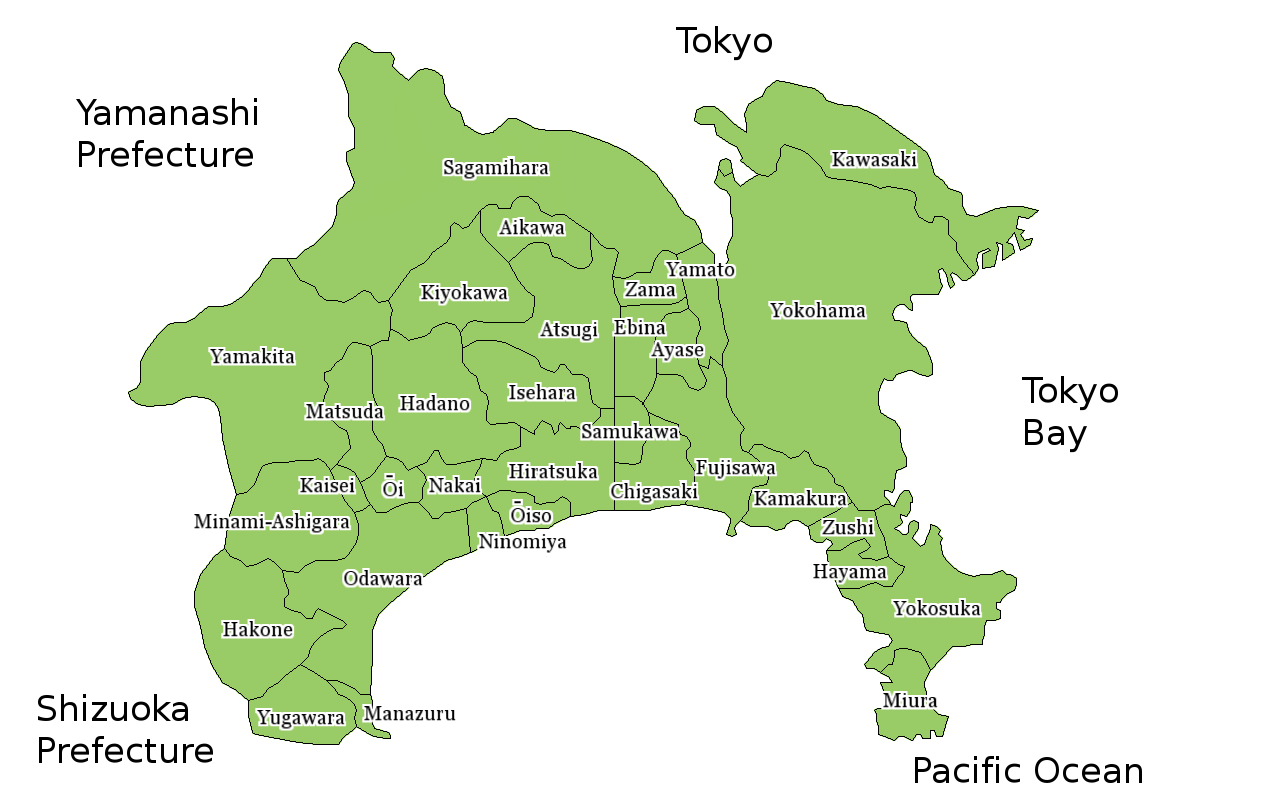
mapa político de kanagawa

| - Yokohama (capital) - Aoba-ku - Asahi-ku - Hodogaya-ku - Isogo-ku - Izumi-ku - Kanagawa-ku - Kanazawa-ku - Kohoku-ku - Kounan-ku - Midori-ku - Minami-ku - Naka-ku - Nishi-ku - Sakae-ku - Seya-ku - Totsuka-ku - Tsuzuki-ku - Tsurumi-ku | - Atsugi - Ayase - Chigasaki - Ebina - Fujisawa - Hadano - Hiratsuka - Isehara - Kamakura - Kawasaki - Asao-ku - Kawasaki-ku - Miyamae-ku - Nakahara-ku - Saiwai-ku - Takatsu-ku - Tama-ku | - Minamiashigara - Miura - Odawara - Sagamihara - Midori-ku - Chūō-ku - Minami-ku - Yamato - Yokosuka - Zama - Zushi |

### Pueblos y villas
Estos son los pueblos y villas de cada distrito:
| - Distrito de Aikō - Aikawa - Kiyokawa - Distrito de Ashigarakami - Kaisei - Matsuda - Nakai - Ōi - Yamakita | - Distrito de Ashigarashimo - Hakone - Manazuru - Yugawara - Distrito de Kōza - Samukawa | - Distrito de Miura - Hayama - Distrito de Naka - Ninomiya - Ōiso |

## Cultura
Entre los atractivos culturales se destaca la pintura "La Gran Ola de Kanagawa" del reconocido artista japonés Katsushika Hokusai.
En la ciudad de Odawara se ubica el Museo de Historia Natural de la Prefectura de Kanagawa.
De esta ciudad japonesa es originario uno de los más famosos grupos de J-rock, "Asian Kung-Fu Generation", que ha brindado su música para las entradas de famosas series de anime como Naruto, Fullmetal Alchemist y Bleach. También algunos de los integrantes de la famosa banda de visual kei "The GazettE", una de las bandas más populares de la PS Company, Ruki [ルキ] (Matsumoto Takanori) como vocalista, Uruha [麗] (Takashima Kouyou) como guitarrista principal, Reita [れいた] (Suzuki Akira) como bajista, provienen de esta región y sus otros dos integrantes, Aoi [葵] (Shiroyama Yuu) como guitarrista secundario proviene de Mie y Kai [戒] (Uke Yutaka) como el baterista proviene de Tokio. En Yokosuka nació Hide, guitarrista del legenario grupo de rock "X Japan". También es el lugar de nacimiento de Tegoshi Yuya, conocido miembro de la banda NEWS y de Itano Tomomi del grupo AKB48.
El equipo Shohoku del anime y manga "Slam Dunk" es originario de esta prefectura. En Kanagawa nacieron la mayoría de los miembros de la banda Luna Sea, con excepción de J, el bajista, que nació en Tokio. En el anime y en el manga Kare Kano la historia de Yukino Miyazawa y del instituto Hokkuei sucede en la prefectura de Kanagawa. El equipo Hakone del anime Yowamushi Pedal es originario de la ciudad Hakone, y el recorrido del interescolar comienza desde Enoshima y termina en el monte Fuji.
La residencia Hinata del manga Love Hina, se encuentra en esta prefectura.